# District de Camanti
Le district de Camanti est l’un des douze districts de la province de Quispicanchi située dans le département de Cusco au Pérou.
Il a été créé par la Loi N°11624 du 2 janvier 1857 avec pour capitale Quince Mil.